# Flirtanje (film)
Flirtanje, izvirno Flirting, je avstralski film o odraščanju iz leta 1991. Film je režiral John Duigan, ki je prevzel tudi vlogo scenarista. V glavnih vlogah so nastopili Noah Taylor, Thandie Newton in Nicole Kidman. Taylor je s tem še drugič odigral vlogo Dannyja Emblinga, po filmu The Year My Voice Broke iz leta 1987, ki ga je prav tako režiral Duigan. Flirtanje je tako predstavljal drugi del Duiganove načrtovane trilogije, a nato tretjega dela nikoli niso posneli.
Film govori o romantični zvezi med dvema najstnikoma, jima na poti stojijo rasa, strog šolski sistem, otežene domače razmere, itd. S svojimi kompleksnimi liki, temačnim ozračjem in razkošno kinematografijo so film kritiki odlično sprejeli. Ameriški filmski kritik Roger Ebert je film uvrstil celo na svoj seznam 10 najboljših filmov leta 1992. Dobro delo ustvarjalcev je prepoznal tudi Avstralski filmski institut, ki je film nagradil z nagrado za najboljši film leta 1990. Dodatno vrednost so prepoznali tudi pri ameriški reviji Entertainment Weekly, kjer so film postavili na 46. mesto seznama 50 najboljših srednješolskih filmov vseh časov. 
Film je pomemben tudi kot eden zadnjih avstralskih projektov, pri katerem je sodelovala Nicole Kidman, preden se je odločila za prehod v Hollywood. Kidmanova je pred filmom z Duiganom že sodelovala pri avstralski miniseriji Vietnam.
Film so snemali na lokaciji, v Kolidžu sv. Stanislava v Bathurstu, Novi Južni Wales.